# علم الإنسان اللغوي
علم الإنسان اللغوي هي دراسة متعددة التخصصات حول كيفية تأثير اللغة على الحياة الاجتماعية. فهي فرع من فروع علم الإنسان (علم الإنسان) الذي جاء من محاولة لتوثيق اللغات المهددة بالانقراض وقد توسعت خلال المائة عام السابقة لتشمل تقريبًا أي جانب خاص بتركيب اللغة واستخدامها.
توضح علم الإنسان اللغوي كيف أن اللغة تمثل التواصل، وتشكل هوية الاجتماعية والمشاركة في مجموعة وتنظم معتقدات وأيدلوجيات ثقافية على نطاق واسع وتنمي التمثيل الثقافي للعالم الطبيعي والاجتماعي

## التطور التاريخي
كما أشار أليساندرو دورانتي، فقد ظهرت ثلاثة نماذج عبر تاريخ التخصصات الفرعية. الأول يعرف باسم «لغويات علم الإنسان» والذي يركز على توثيق اللغات. والثاني يعرف باسم «علم الإنسان اللغوي» والذي يتعلق بالدراسات النظرية لاستخدام اللغة. والنموذج الثالث الذي تطور خلال العقدين أو الثلاثة الماضية، فيدرس القضايا المتعلقة بالمجالات الفرعية الأخرى للأنثروبولوجيا باستخدام أدوات البحث اللغوية. فعلى الرغم من أنها تطورت بصورة تسلسلية، فكل هذه النماذج موجودة حتى اليوم.

### النموذج الفكري الأول: اللسانيات الأنثروبولوجية
يُعرف النموذج الفكري الأول باسم اللسانيات الأنثروبولوجية. ويُخَصص هذا المجال لمواضيع ينفرد بها تخصص فرعي: توثيق اللغات التي كان يُنظر إليها آنذاك على أنها مهددة بالانقراض، مع التركيز بصفة خاصة على لغات قبائل أمريكا الشمالية الأصلية. وهو النموذج الأكثر تركيزًا على علم اللسانيات. وتشمل المواضيع ما يلي:
- وصف قواعد اللغة
- تصنيف اللغات نمطيًا
- النسبية اللغوية.

### النموذج الفكري الثاني: علم الإنسان اللغوي
يتسم النموذج الفكري الثاني بالتحول من اللسانيات الأنثروبولوجية إلى علم الإنسان اللغوية، ما يوحي بتركيز أنثروبولوجي أكثر على الدراسة. ابتكر ديل هايمز هذا المصطلح، وكان مسؤولًا أيضًا عن فكرة علم الإثنوغرافيا للاتصالات. مثّل هذا المصطلح رؤية هايمز لمستقبل علم الإنسان اللغوي، إذ تُدرس اللغة في سياق الحالة، ونسبة إلى المجتمع الناطق بها. ويتضمن هذا العصر الجديد العديد من التطورات التقنية الحديثة، مثل التسجيل الميكانيكي.
كان لهايمز العديد من المساهمات الثورية في علم الإنسان اللغوي، وكان أولها وحدة جديدة من التحليل. وعلى عكس النموذج الأول، الذي ركز على الوسائل اللغوية مثل الصوت اللغوي والمقطع الصرفي، كانت وحدة التحليل في النموذج الثاني هي «الحدث الكلامي». يُعرف الحدث الكلامي بأنه حدث محدد بالكلام الذي يحدث أثناءه (على سبيل المثال، محاضرة أو نقاش). يختلف ذلك عن الموقف الكلامي، الذي قد يحدث الكلام فيه (على سبيل المثال، العشاء). كان هايمز رائدًا في نهج أنثروبولوجي لغوي في الإثنولوجيا الشعرية. أعرب هايمز عن أمله في أن يربط هذا النموذج علم الإنسان اللغوي أكثر بعلم الإنسان. ومع ذلك، أتى طموح هايمز بنتائج عكسية إذ أن النموذج الثاني مثّل إبعادًا للتخصص الفرعي عن بقية علم الإنسان.

### النموذج الفكري الثالث: مسائل علم الإنسان المدروسة بواسطة الوسائل والبيانات اللغوية
بدأ النموذج الفكري الثالث في أواخر الثمانينيات، وأعاد التركيز على علم الإنسان بتوفير نهج لغوي للمسائل الأنثروبولوجية. فبدلًا من التركيز على استكشاف اللغة، يركز علماء علم الإنسان في النموذج الثالث على دراسة الثقافة باستخدام الوسائل اللغوية. تشمل المواضيع ما يلي:
- استقصاء الهويات الشخصية والاجتماعية
- الأيدولوجيات المشتركة
- إنشاء التفاعلات السردية بين الأفراد

يُضاف إلى ذلك أن النموذج الثالث يتضمن بشدة استخدام وثائق الفيديو لدعم البحوث، شأنه في ذلك شأن الطريقة التي استخدم بها النموذج الثاني التقنية الجديدة في دراساته.

## مجالات الاهتمام
تواصل علم الإنسان اللغوي المعاصرة دراسة جميع النماذج الفكرية الثلاثة المذكورة آنفًا: توثيق اللغات، ودراسة اللغة عن طريق المضمون، ودراسة الهوية بالوسائل اللغوية. يُعد النموذج الفكري الثالث، وهو دراسة المسائل الأنثروبولوجية، مجال دراسة خصب لا سيما لعلماء علم الإنسان اللغوية الحاليين.

### الهوية وتوافق الذوات
يتحرى الكثير من العمل في مجال علم الإنسان اللغوي تساؤلات حول الهوية الاجتماعية الثقافية لغويًا واستطراديًا. قام بذلك عالم علم الإنسان اللغوي دون كوليك بما يتعلق بالهوية، مثلًا، في سلسلة من الحالات، أولًا في قرية تُدعى غابون في شمال بابوا غينيا الجديدة. تحرى دون عن كيفية استخدام لغتين مع الأطفال وحولهما في قرية غابون: اللغة التقليدية (تاياب)، والتي تُستخدم فقط في قريتهم وبالتالي فهي لغة أساسية «تأشيرية» لهوية شعب الغابون، ولغة توك بيسين، وهي اللغة الرسمية المتداولة على نطاق واسع لغينيا الجديدة. (يشير مصطلح «التأشيرية» إلى معان تتجاوز السياق المباشر). يرتبط التحدث بلغة التاياب بهوية واحدة: لا يقتصر فقط على أساس محلي بل «عكسي» وهوية تستند إلى عرض الاستقلالية الشخصية. ويشير التحدث بلغة توك بيسي إلى هوية مسيحية حديثة (كاثوليكية)، وهوية مرتبطة بإرادة ومهارة التعاون. في عمل لاحق، يبرهن كوليك أن بعض عروض الكلام الصاخبة في البرازيل، والتي تُدعى بالفضيحة، يهين فيها المتشبهون بالجنس الآخر من العاملين في مجال الجنس الزبائن. ووفقًا لهذه الحجة فإن مجتمع المتشبهين بالجنس الآخر ينتهي به الحال إلى بذل مساعٍ فعالة على الأقل لتجاوز العار الذي قد يحاول عامة البرازيليين الأكبر فرضه عليهم، مرة أخرى من خلال الحوار العام الصاخب وغير ذلك من أشكال الأداء.
إضافة إلى ذلك، ساهم علماء مثل إيميل بينفينيست، وماري بوشولتز، وكيرا هال، وبنيامين لي، وبول كوكلمان، وستانتون وورثام (بين العديد من الآخرين) في فهم الهوية باعتبارها «توافقًا للذوات» عن طريق فحص الوسائل التي تُنشأ بها استطراديًا.

## كتابات أخرى
- Ahearn, Laura M. 2011. Living Language: An Introduction to Linguistic Anthropology. Malden, MA: Wiley-Blackwell.
- Blount, Ben G. ed. 1995. Language, Culture, and Society: A Book of Readings. Prospect Heights, IL: Waveland.
- Bonvillain, Nancy. 1993. Language, culture, and communication: The meaning of messages. Englewood Cliffs, NJ: Prentice Hall.
- Brenneis, Donald; and Ronald K. S. Macaulay. 1996. The matrix of language: Contemporary linguistic anthropology. Boulder: Westview.
- Duranti, Alessandro. 1997. Linguistic Anthropology. Cambridge: Cambridge University Press.
- Duranti, Alessandro. ed. 2001. Linguistic Anthropology: A Reader. Malden, MA: Blackwell.
- Giglioli, Pier Paolo. 1972. Language and social context: Selected readings. Middlesex: Penguin Books.
- Salzmann, Zdenek. 1998. Language, culture, & society. Westview Press.

## وصلات خارجية
Downloadable publications of authors cited in the article
- Alessandro Duranti's publications
- Joel Kuipers' publications
- Elinor Ochs' publications
- Bambi Schieffelin's publications نسخة محفوظة 6 يونيو 2011 على موقع واي باك مشين.
- James Wilce's publications نسخة محفوظة 5 ديسمبر 2006 على موقع واي باك مشين.